# Wikiwand
Wikiwand, раніше стилізований як WikiWand, — це власницький інтерфейс, розроблений для перегляду статей Вікіпедії. Його інтерфейс містить меню бічної панелі, що відображає зміст, панель навігації, персоналізовані посилання на інші мови, нову типографіку, доступ до попереднього перегляду статей, пов’язаних із посиланнями, відображення реклами та спонсорованих статей. Інтерфейс доступний у Chrome, Safari та Firefox, а також на веб-сайті Wikiwand. Wikiwand ділиться особистою інформацією користувачів з Outbrain та іншими рекламодавцями, а також різними постачальниками послуг, включаючи Amazon, Google і Microsoft.

## Історія
Wikiwand був заснований у 2013 році Ліором Гроссманом та Іланом Левіном. Він був офіційно запущений у серпні 2014 року.
У 2014 році Wikiwand зміг зібрати 600 000 доларів на підтримку розробки інтерфейсу. За словами Гроссмана, «для нас не було сенсу, що п’ятий за популярністю веб-сайт у світі, яким користуються півмільярда людей, має інтерфейс, який не оновлювався більше десяти років. Ми виявили, що інтерфейс Вікіпедії захаращений, його важко читати, важко орієнтуватися та незручний у використанні».
У березні 2015 року Wikiwand випустив додаток iOS для iPhone та iPad.
У лютому 2020 року розроблявся додаток для Android.
У 2021 році було зазначено, що відвідування сторінки Wikiwand змусило пристрій відвідувача обмінюватися сотнями запитів і кількома мегабайтами даних з рекламодавцями.
12 січня 2023 року Wikiwand 2.0 було офіційно запущено з оновленим інтерфейсом і новими функціями, такими як перетворення тексту в мовлення та згенеровані штучним інтелектом підсумки у співпраці з Wordtune Read. 1 березня у верхній частині всіх статей додано функцію запитань і відповідей на базі GPT-3.